# LTV Wuppertal
Der Langerfelder Turnverein Wuppertal, kurz LTV Wuppertal, ist ein deutscher Sportverein, der in Wuppertal-Langerfeld beheimatet ist. Er zählt zu den ältesten und auch größten Sportvereinen im Osten Wuppertals.

## Geschichte
Der Verein wurde am 17. Februar 1885 unter anderem von Gustav Kellermann, Albert Kötting und Adolf Teelen ins Leben gerufen. Am 7. November 1911 erfolgte die Eintragung ins Vereinsregister beim Amtsgericht in Schwelm.
Als hervortretender Mäzen kann der Textilfabrikant Rudolf Homberg genannt werden, der von 1936 bis 1940 auch Vorsitzender des Vereins war. In der wechselvollen Geschichte seines Bestehens brachte der LTV Wuppertal Olympiateilnehmer im Turnen und Handballspieler bis zur Bundesligareife hervor. Die Turner Helmut Bantz und Hardy Frenger nahmen 1952 an den Olympischen Spielen in Helsinki teil. Die Turnriege wurde 1953 Deutscher Vereinsmeister. 1956 wurde Helmut Bantz Olympiasieger im Pferdsprung. Acht Mitgliedern wurde wegen besonderer Verdienste im Laufe der Jahre das Bundesverdienstkreuz am Bande der Bundesrepublik Deutschland verliehen.
Der LTV Wuppertal hat heute ungefähr 800 Mitglieder, davon etwa 350 Kinder und Jugendliche, die sich vornehmlich in den Sportarten Badminton, Faustball, Gymnastik, Handball, Jazzdance, Karate und Turnen betätigen. Der Verein beherbergt 20 unterschiedliche Sportabteilungen und Kurse, die wiederum von 35 Trainern/Trainerinnen und Übungsleitern/Übungsleiterinnen betreut werden, die je nach Sportart von Zeit zu Zeit mit Fortführungskursen des Landessportbundes oder des Rheinischen Turner Bundes ihren Wissensstand erweitern.
Als letzte Neugründung ist die Karate- und die Jazzdance for Kids & Teens-Abteilung sowie das Euroteam zu erwähnen, welches im Tumbling-Turnbereich an den deutschen Meisterschaften teilnimmt.

## Handballabteilung

### Geschichte
Die 1928 ins Leben gerufene Handballabteilung avancierte in den frühen 1960er Jahren zur besten Mannschaft in Wuppertal. Unter Abteilungsleiter Günter Rörig wurden Handball-Spielreisen nach Moskau (1970), Leningrad (1971), Bern (1972), Paris (1974) und Bukarest (1976) durchgeführt. Unter Leitung des langjährigen Abteilungsleiters Karl-Heinz Scheer (1978–2001) fanden in der Sporthalle Heckinghausen und in der Uni-Halle weiterhin internationale Spiele statt, unter anderem ein Freundschaftsspiel gegen den ehemaligen Weltmeister UdSSR (1982).
Im Ligabetrieb gehörte der LTV 1970 zu den Gründungsmitgliedern der damals zweitklassigen Handball-Regionalliga West. 1973 hatte der LTV gegenüber dem punktgleichen MTV Rheinwacht Dinslaken tabellarisch das Nachsehen und musste in die Oberliga Niederrhein absteigen. Nach einem erneuten Gastspiel in der Regionalliga West (1977/78) gelang es dem LTV erst nach dem Aufstieg 1980, sich in der Regionalliga West zu etablieren. Die Saison 1980/81 fungierte als Qualifikation für die neu zu schaffende 2. Bundesliga, doch gelang diese dem LTV trotz eines ausgezeichneten 4. Platzes in der Staffel Süd nicht, weil sich nur insgesamt vier Teams aus den Staffeln Nord und Süd qualifizieren durften. 1988 schließlich wurde der LTV dann Westdeutscher Meister und feierte nicht nur den Aufstieg in die 2. Handball-Bundesliga, sondern schlug im DHB-Pokal vor heimischer Kulisse den THW Kiel in einem legendären Spiel mit 24:23 n. V. Nach acht Jahren in der 2. Bundesliga kam es dann zur Gründung einer Spielgemeinschaft mit der Mannschaft des Wuppertaler SV, die unter dem Namen LTV/WSV bereits im ersten Jahr ihres Bestehens in die 1. Handball-Bundesliga aufstieg und dort im Folgejahr den 8. Platz erreichte. Dennoch wurde die Spielgemeinschaft aufgrund interner Querelen nach zwei Jahren wieder aufgelöst; der LTV spielte nun (1998–2001) noch drei Jahre unter dem Namen „HC Wuppertal“ in der Eliteliga. 2001 folgte der Abstieg und die Rückkehr zum Traditionsnamen LTV Wuppertal. Nur ein Jahr später stieg der Verein in die drittklassige Regionalliga West ab, konnte ein zwischenzeitlich eröffnetes Insolvenzverfahren aber glücklich überstehen.
Nachdem man in zwei Regionalligajahren (2002–2004) die administrativen und finanziellen Strukturen modernisierte, erfolgte am Ende der Saison 2003/04 der Wiederaufstieg in die 2. Bundesliga, aus der man nach zwei Jahren permanenten Abstiegskampfes (2004/05 2. Liga Nord Platz 14; 2005/06 2. Liga Süd Vorletzter) jedoch 2006 wieder abstieg – obwohl der Wiederaufstieg in die Bundesliga als mittelfristiges Ziel ausgegeben wurde. Manager Stefan Adam führte daraufhin mit den Nachbarstädtern der SG Solingen unter Einschluss der Hauptsponsoren geheime Fusionsverhandlungen, die im Mai 2006 zur Gründung des jetzigen Bundesligisten Bergischer Handball-Club 06 führten. Vereinsfunktionäre und Fans wehrten sich jedoch gegen einen Zusammenschluss und stellten in einem kurzfristigen organisatorischen und finanziellen Kraftakt eine neue LTV-Mannschaft auf die Beine, die das Regionalliganiveau jedoch nicht halten konnte und nach einer Saison in die Oberliga Niederrhein abstieg. Dort erreichte der Verein 2007/08 die Vizemeisterschaft, in der Saison 2008/09 den 9. Platz.
Die traditionelle Heimspielstätte des LTV ist die Heckinghauser Sporthalle in Wuppertal-Barmen. 1987 war der LTV in die damals neu eingeweihte, über mehr als 3000 Sitzplätze verfügende Uni-Halle in Wuppertal-Elberfeld umgezogen, kehrte von dort jedoch 2006 nach Heckinghausen zurück.

### Bekannte Spieler
Zwei der bekanntesten Spieler beim LTV/WSV bzw. HC Wuppertal in der Bundesliga waren Henning Wiechers und Dmitri Filippow. Des Weiteren spielten hier Ólafur Stefánsson, Dagur Sigurðsson, Chrischa Hannawald, Jens Tiedtke, Jens Häusler, Stephan Schöne, Mirza Šarić und „Mike“ Wassiljew, der als einer der ersten sowjetischen Weltklassespieler Ende der 1980er Jahre in den Westen wechseln durfte und zum LTV kam. Eine bekannte Handballpersönlichkeit während der Bundesligazeit war der Trainer der Saison 2000/01 Bob Hanning.

### Fans
Die zahlenmäßig überschaubare Anhängerschaft des LTV (Zuschauerschnitt 2007/08: ca. 500; verkaufte Dauerkarten 2007/08: ca. 350) hat dem Verein im Laufe der Jahrzehnte immer wieder in schwierigen Situationen Rückhalt gegeben und zu einem positiven Erscheinungsbild des Clubs beigetragen. Gab es bereits seit den 1970er Jahren aktive Anhänger, so machte sich in den frühen 1990er Jahren der Fanclub „Power Rot-Weiß“ bei den Spielen lautstark bemerkbar. Nach rückläufigen Zuschauerzahlen leitete die Gründung der Handballspielgemeinschaft mit dem Wuppertaler SV 1996 eine Phase großer öffentlicher Begeisterung und hoher Zuschauerzahlen ein, weil nun Anhänger beider Stammvereine die Spiele besuchten und der Aufstieg in die 1. Bundesliga erreicht wurde.
Zwischen 1998 und 2003 setzte ein erneuter Zuschauer- und Fanschwund ein, der mit dem sportlichen Abstieg des LTV verbunden war. Erst nach dem Abstieg in die Regionalliga, in der Saison 2002/03, verjüngte und erneuerte sich die Anhängerschaft des LTV allmählich. Als 2006 der Bergische HC gegründet wurde und die Existenz des LTV-Leistungshandballs bedroht war, kam es zu einer Solidaritätswelle der LTV-Fans, die in der Saison 2006/07 in ihrer großen Mehrheit nicht den Bergischen HC, sondern weiterhin den erneut in die Regionalliga abgestiegenen LTV unterstützten. Seither sind die Zuschauerzahlen leicht rückläufig, erreichen aber auch in der Oberliga nach wie vor Zahlen in der Größenordnung von etwa 400-500.